# Владимирское (Киевская область)
Владимирское (укр. Володимирське) — село, входит в Згуровскую поселковую общину Броварского района Киевской области Украины. До 2020 года входило в состав Згуровского района.
Население по переписи 2001 года составляло 164 человека. Почтовый индекс — 07641. Телефонный код — 4570. Занимает площадь 0,974 км². Код КОАТУУ — 3221987903.

## Местный совет
07641, Київська обл., Згурівський р-н, с. Шевченкове, вул. Шевченка